# Wiltrud Urselmann
Wiltrud Urselmann (Alemania, 12 de mayo de 1942) es una nadadora alemana retirada especializada en pruebas de estilo braza, donde consiguió ser subcampeona olímpica en 1960 en los 200 metros.

## Carrera deportiva
En los Juegos Olímpicos de Roma 1960 ganó la medalla de plata en los 200 metros braza, con un tiempo de 2:50.0 segundos, tras la británica Anita Lonsbrough.
Y en el Campeonato Europeo de Budapest 1958 ganó el bronce en la misma prueba.